# Bee megye
Bee megye az Amerikai Egyesült Államokban, azon belül Texas államban található. Megyeszékhelye és legnagyobb városa Beeville. Lakosainak száma 31 047 fő (2020. április 1.). Bee megye Karnes, Goliad, Refugio, San Patricio és Live Oak megyékkel határos. Bee megye Barnard E. Bee, Sr. texasi katonatisztről nyerte nevét.

## Népesség
A megye népességének változása:
| Lakosok száma | 31 902 | 32 340 | 32 501 | 32 799 | 32 874 | 32 563 | 31 047 |
|               | 2010   | 2011   | 2012   | 2013   | 2015   | 2017   | 2020   |